# Norra begravningsplatsen

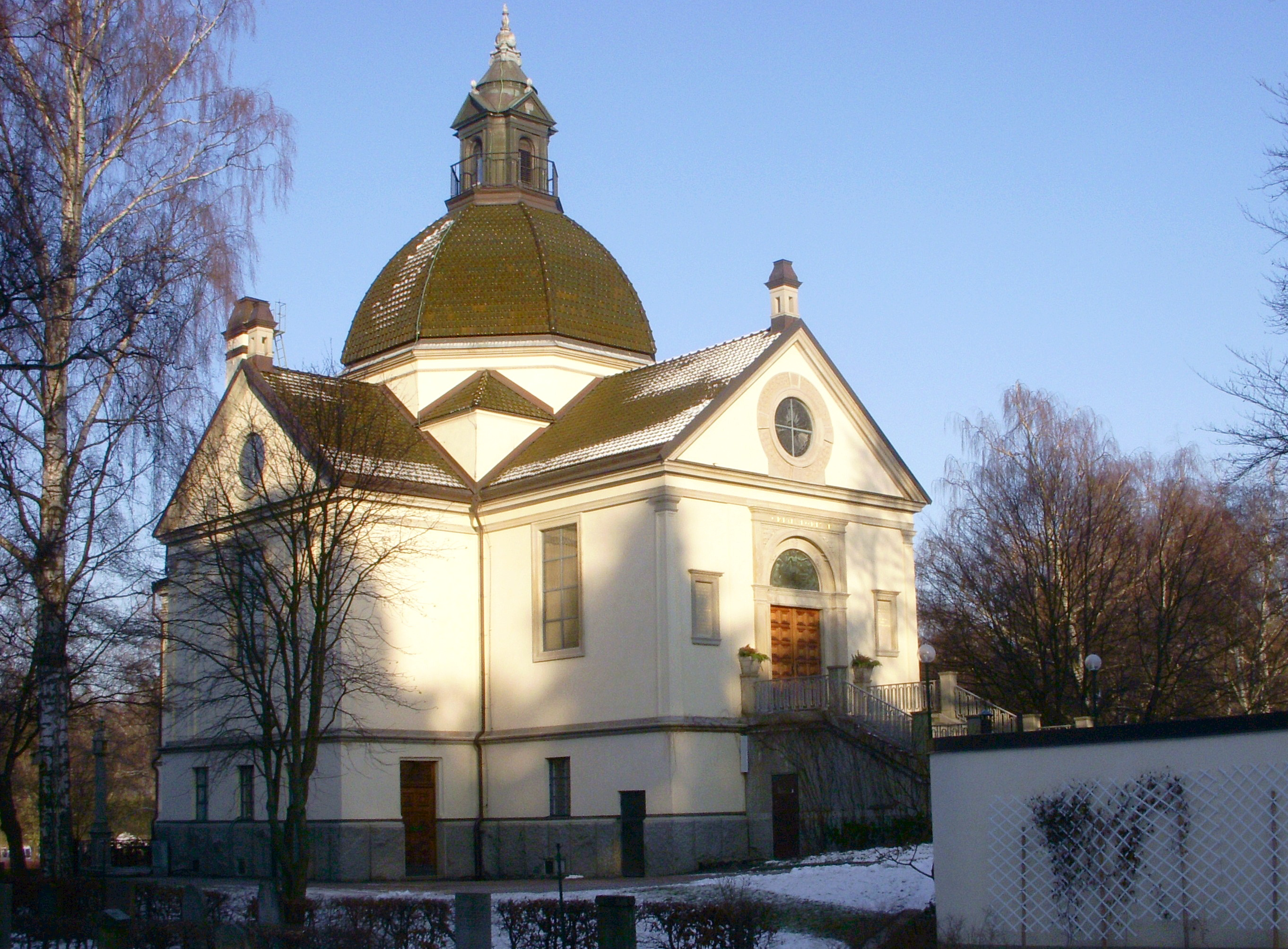
Kapel van de begraafplaats

Norra begravningsplatsen ("Noordelijke Begraafplaats") is een begraafplaats in het Zweedse Solna, in de agglomeratie van Stockholm. 
De begraafplaats werd in  1815  gepland voor inwoners van Stockholm die geen graf hadden gereserveerd op de begraafplaats bij een kerk, ingewijd in 1827 en wordt beheerd door de gemeente Stockholm. Het is een van de belangrijkste begraafplaatsen van Zweden. 
In de jaren 1870 was de begraafplaats overbevolkt en werd begonnen aan de uitbreiding ervan. Het plan bestond uit een Frans model waarbij de graven in halve cirkels werden gerangschikt met daartussen paden. In 1887 werd hier het eerste moderne crematorium van Zweden aangelegd.
Het oudste deel van de begraafplaats werd ontworpen door Carl-Gustaf Blom-Carlsson. Diverse architecten waren bij de bouw betrokken waaronder Gunnar Asplund, Sigurd Lewerentz en Lars Israel Wahlman.
Op het grote terrein vindt men veel standbeelden en andere kunstwerken, waaronder die van Carl Eldh en Carl Milles. Veel prominente Zweden vonden hier hun laatste rustplaats waaronder August Strindberg, Ingrid Bergman, Ulrich Salchow, Alfred Nobel en de drie leden van de in 1897 verongelukte poolexpeditie van Salomon Andrée.

## Bekende mensen hier begraven
- Franz Berwald (1796-1868), klassiek componist
- August Blanche (1811-1868), auteur, politicus
- Sofja Kovalevskaja (1850-1891), wiskundige, auteur
- Alfred Nobel (1833-1896), uitvinder
- Salomon August Andrée (1854-1897), poolreiziger
- August Strindberg (1849-1912), auteur
- Karl Staaff (1860-1915), premier van Zweden
- Klas Pontus Arnoldson (1844-1916), Nobelprijswinnaar
- Agda Montelius (1850-1920), bekend feministe
- Oscar Montelius (1843-1921), archeoloog (grondlegger typologie)
- Mauritz Stiller (1883-1928), filmregisseur
- Isak Gustaf Clason (1856-1930), architect
- Allvar Gullstrand (1862-1930), scheikundige, Nobelprijswinnaar
- Gustaf de Laval (1845-1932), ingenieur, uitvinder
- Ivar Kreuger (1880-1932), industrieel en financier
- Ernst Rolf (1891-1932), entertainer, theaterproducer
- Arvid Lindman (1862-1936), premier van Zweden
- Isaac Grünewald (1889-1946), schilder
- Ulla Billquist (1907-1946), zanger
- Per Albin Hansson (1885-1946), premier van Zweden
- Jenny Nyström (1854-1946), artiest, illustrator
- Ulrich Salchow (1877-1949), wereld- en Olympisch kampioen schaatsen
- Alice Habsburg (1889-1958), aristocrate en verzetsstrijder
- Victor Sjöström (Victor Seastrom) (1879-1960), filmregisseur
- Bo Bergman (1869-1967), auteur, dichter
- Nelly Sachs (1891-1970), auteur, Nobelprijswinnaar
- Vilhelm Moberg (1898-1973), auteur
- Inga Tidblad (1901-1975), actrice
- Ingrid Bergman (1915-1982), actrice
- Ulf Björnlin (1933-1993), dirigent, componist
- Aina Cederblom (1896-1986), Zweeds ontdekkingsreizigster, onderneemster, schrijfster en textielkunstenares